# Bonzée
Bonzée település Franciaországban, Meuse megyében. Lakosainak száma 367 fő (2022. január 1.). Bonzée Les Éparges, Fresnes-en-Woëvre, Haudiomont, Manheulles, Mouilly, Rupt-en-Woëvre és Trésauvaux községekkel határos.

## Népesség
A település népességének változása:
| Lakosok száma | 133  | 306  | 328  | 362  | 354  | 353  | 350  | 346  | 353  | 367  |
|               | 1968 | 1982 | 1990 | 2006 | 2013 | 2015 | 2017 | 2019 | 2020 | 2022 |